# Rundfunkfreiheit
In Deutschland ist die Rundfunkfreiheit ein in Art. 5 Abs. 1 Satz 2 Grundgesetz (GG) gewährleistetes Grundrecht, das alle mit der Rundfunkveranstaltung verbundenen Tätigkeiten schützt. Sie gehört zusammen mit der Pressefreiheit, Informationsfreiheit und Meinungsfreiheit zu den  Kommunikationsfreiheiten, die den gesamten Prozess der individuellen und öffentlichen Meinungsbildung schützen. Einfachrechtliche Regelungen des Rundfunkrechts, welche die verfassungsrechtlichen Vorgaben konkretisieren, finden sich insbesondere im Rundfunkstaatsvertrag sowie in den Landesrundfunkgesetzen und Landesmediengesetzen der Bundesländer.

## Schutzbereich

### Träger des Grundrechts
Auf die Rundfunkfreiheit können sich die Rundfunkveranstalter berufen. Dazu zählen sowohl die öffentlich-rechtlichen Rundfunkanstalten als auch die privaten Veranstalter.

#### Öffentlich-rechtliche Rundfunkanstalten
Bei den öffentlich-rechtlichen Rundfunkanstalten war diese Möglichkeit umstritten, gelten die Grundrechte doch nicht für juristische Personen des öffentlichen Rechts. Allerdings bilden die öffentlich-rechtlichen Rundfunkanstalten hier eine typische Ausnahme: Sie sind unmittelbar dem durch das Grundrecht geschützten Lebensbereich zugeordnet, und können sich deshalb auch auf die Rundfunkfreiheit berufen. Damit ist aber auch die Grenze für die öffentlich-rechtlichen Rundfunkanstalten gekennzeichnet: In den Bereichen, die nicht mehr zum spezifischen Bereich der Rundfunkfreiheit gehören (beispielsweise der Schutz des Eigentums aus Art. 14 GG oder die allgemeine Handlungsfreiheit aus Art. 2 Abs. 1 GG), können sich die öffentlich-rechtlichen Rundfunkanstalten nicht auf die Grundrechte berufen.

#### Private Rundfunkveranstalter
Für private Rundfunkveranstalter ist die Rundfunkfreiheit auch ein Abwehrrecht gegen staatliche Eingriffe. Sie steht jedem zu, der Rundfunkprogramme veranstaltet, ohne Rücksicht auf dessen Rechtsform oder kommerzielle Zielrichtung. Anknüpfungspunkt ist damit die Veranstaltung von Rundfunk, allerdings können sich auch Bewerber um eine Zulassung im Zulassungsverfahren vor den Landesmedienanstalten auf dieses Grundrecht berufen, weil die Gefahr der staatlichen Einflussnahme auf die Programmgestaltung gerade bei der Auswahl der Bewerber besonders groß ist.

#### Rundfunkmitarbeiter
Rundfunkmitarbeiter sind gegenüber dem Staat, nicht aber gegenüber ihren Vorgesetzten geschützt. Ob es eine „innere Rundfunkfreiheit“ gibt, wird unterschiedlich interpretiert.

### Geschütztes Verhalten
Die Rundfunkfreiheit umfasst alle Darbietungen in Wort, Ton und Bild, Berichterstattung, Meinungsäußerung, aber auch Sendungen mit unterhaltendem Charakter im Rundfunk. Dazu sind alle Tätigkeiten geschützt, die der Informationsbeschaffung, der Programmgestaltung – diesbezüglich findet die Bezeichnung Programmfreiheit als besondere Ausprägung oder gar Kern der Rundfunkfreiheit Verwendung – bis zur Ausstrahlung und Verbreitung des Programms dienen. Auch Auswahl des Personals sowie finanzielle und organisatorische Belange sind geschützt, wenn Rückwirkungen auf die Programmgestaltung bestehen können. Was dabei unter Rundfunk zu verstehen ist, lässt sich nicht abschließend festlegen; das Bundesverfassungsgericht sieht in diesem Zusammenhang einen dynamischen Rundfunkbegriff: „Der in Art. 5 Abs. 1 Satz 2 GG verwendete Begriff ‚Rundfunk‘ lässt sich nicht in einer ein für alle Mal gültigen Definition erfassen.“  Es handelt sich aber jedenfalls um eine Übermittlung von Gedankeninhalten, die an die Allgemeinheit gerichtet ist und durch elektromagnetische Wellen erfolgt, wesentlich ist auch die Breitenwirkung, Aktualität und Suggestivkraft des Rundfunks. Kernbereich der Rundfunkfreiheit ist die Programmautonomie des Rundfunkveranstalters, also seine Freiheit, über die Inhalte und Umfang seines Programmes selbst zu entscheiden.

## Dienende Freiheit
Im Gegensatz zur Konzeption der Grundrechte als liberale Abwehrrechte sieht das Bundesverfassungsgericht die Rundfunkfreiheit als dienende Freiheit. Sie dient unter den Bedingungen der Massenkommunikation der Aufgabe, freie und umfassende Meinungsbildung durch den Rundfunk zu gewährleisten. Diese Meinungsbildung ist nur möglich, wenn der Rundfunk nicht einseitig dem Staat oder einer gesellschaftlichen Gruppe ausgeliefert  wird, also die Staatsferne des Rundfunks gesichert wird. Das hat der Gesetzgeber zu gewährleisten, er muss durch eine positive Rundfunkordnung die Vielfalt der Meinungen und umfassende Information sicherstellen. Dieser Aufgabe kommen die Länder mit dem Rundfunkstaatsvertrag nach, der die duale Rundfunkordnung festschreibt und mit dem öffentlich-rechtlichen Rundfunk die Grundversorgung sicherstellt, daneben aber den privaten Rundfunk zulässt.

## Eingriffe in die Rundfunkfreiheit
Die subjektiv-rechtliche Dimension der Rundfunkfreiheit als Abwehrrecht bietet Schutz vor staatlichen Eingriffen in die Programmautonomie, die objektiv-rechtliche Dimension der Rundfunkfreiheit erfordert aber die staatliche Ausgestaltung durch Gesetze.

### Die subjektive Seite: Rundfunkfreiheit als Abwehrrecht
Sowohl öffentlich-rechtliche Rundfunkanstalten als auch die privaten Rundfunkveranstalter haben aus der Rundfunkfreiheit ein eigenes, subjektives Recht auf ihre Programmautonomie.
Gesetze, die in diese Freiheit eingreifen (Eingriffsgesetze), sollen durch die Einschränkung der Rundfunkfreiheit ein anderes Grundrecht (z. B. das allgemeine Persönlichkeitsrecht) schützen. Dabei müssen sie inhaltlich am Maßstab des Art. 5 Abs. 2 GG gemessen werden, also allgemeine Gesetze (Gesetze, die nicht zur Beschränkung einer bestimmten Meinung, sondern zum Schutz eines schlechthin zu schützenden Rechtsguts dienen) sein beziehungsweise dem Schutz der Jugend oder der Ehre dienen. Hier wird zwischen der Rundfunkfreiheit und dem kollidierenden Grundrecht abgewogen, wobei auch das kollidierende Grundrecht im Lichte der Rundfunkfreiheit auszulegen ist (Wechselwirkungslehre). Außerdem müssen Eingriffsgesetze verhältnismäßig sein.

### Die objektive Seite: Rundfunkfreiheit als Ausgestaltungsvorbehalt
Die öffentliche und individuelle Meinungsbildung – ein konstitutiver Bestandteil der Demokratie – kann von den Rezipienten nur ausgeübt werden, wenn der Staat durch gesetzliche Rahmenbedingungen die Grundversorgung mit einem vielfältigen Programm sicherstellt. Nach dem Bundesverfassungsgericht ist der Staat verpflichtet, durch Gesetze eine positive Ordnung zu schaffen, die die wesentlichen Anforderungen an die Vielfalt, das Programm, den Marktzugang, Aufsicht und Finanzierung des Rundfunks regelt. Ein solches Gesetz gestaltet die Rundfunkfreiheit aus (Ausgestaltungsgesetz). Die Anforderungen der Rundfunkfreiheit an den Gesetzgeber und die Veranstalter von Rundfunk wurden vom Bundesverfassungsgericht in seinen Rundfunkurteilen formuliert und präzisiert. Ein Ausgestaltungsgesetz muss das Ziel der Gewährleistung freier individueller und öffentlicher Meinungsbildung sowie die Staatsfreiheit des Rundfunks zumindest fördern. Die wichtigsten Konkretisierungen des Bundesverfassungsgerichts betreffen die Grundversorgung der Bevölkerung durch den öffentlich-rechtlichen Rundfunk,  dessen Bestands- und Entwicklungsgarantie und die funktionsgerechte Finanzierung sowie die Anforderungen an die duale Rundfunkordnung.

#### Grundversorgung
Grundsätzlich garantiert die Rundfunkfreiheit die Grundversorgung. Diese muss also durch den Staat gesichert werden. Zur Grundversorgung gehört die Versorgung der Bevölkerung mit Rundfunkprogrammen inklusive Informationen, Bildung, Unterhaltung und Kultur, wobei die Meinungsvielfalt gesichert sein muss.

#### Bestands- und Entwicklungsgarantie des öffentlich-rechtlichen Rundfunks
Wegen der beschränkten programmlichen Vielfalt und Breite des privaten Rundfunks ist die Gewährleistung der Grundversorgung Aufgabe und Legitimationsgrundlage für den öffentlich-rechtlichen Rundfunk. Aus diesem Grund muss der Gesetzgeber den öffentlich-rechtlichen Rundfunk einrichten und die erforderlichen (finanziellen) Mittel sichern. Damit wäre es nicht vereinbar, wenn der öffentlich-rechtliche Rundfunk in seinem Bestand eingefroren würde. Der Grundversorgungsauftrag lässt sich nur erfüllen, wenn der öffentlich-rechtliche Rundfunk auch in seiner Entwicklung gesichert ist.

#### Duale Rundfunkordnung
Wenn die Grundversorgung durch die öffentlich-rechtlichen Rundfunkanstalten gesichert ist, können daneben auch private Rundfunkveranstalter treten. Das ließ das Bundesverfassungsgericht von Anfang an zu.  Im 3. Rundfunk-Urteil stellte es ausdrücklich fest: „Das Grundgesetz schreibt [dem Gesetzgeber] keine bestimmte Form der Rundfunkorganisation vor; es kommt allein darauf an, dass freie, umfassende und wahrheitsgemäße Meinungsbildung […] gewährleistet ist, [er hat sicherzustellen], dass der Rundfunk nicht einer oder einzelnen Gruppen ausgeliefert wird, das die in Betracht kommenden gesellschaftlichen Gruppen im Gesamtprogramm zu Wort kommen und dass die Freiheit der Berichterstattung unangetastet bleibt.“ Solange diese Anforderungen im Rahmen der Grundversorgung durch die öffentlich-rechtlichen Rundfunkanstalten erfüllt werden, können an die privaten Rundfunkveranstalter geringere Anforderungen gestellt werden, allerdings muss der Gesetzgeber Leitgrundsätze verbindlich machen, die ein „Mindestmaß an inhaltlicher Ausgewogenheit, Sachlichkeit und gegenseitiger Achtung gewährleisten“. Vor diesem Hintergrund sind auch die Programmgrundsätze zu verstehen (vgl. § 3 und § 41 RStV). Der Gesetzgeber hat sich dabei für eine Kombination aus binnenpluralistisch organisierten öffentlich-rechtlichen Rundfunkanstalten und Außenpluralität durch eine Vielzahl an privaten Rundfunkveranstaltern entschieden.